# Cumberland (Rhode Island)
Cumberland è una città degli Stati Uniti d'America, nella Contea di Providence, nello Stato del Rhode Island.
La popolazione era di 31.840 abitanti nel censimento del 2000, passati a 34.314 secondo una stima del 2007. Cumberland fu fondata nel 1635.